# Scooby-Doo: Rejtélyek nyomában
A Scooby-Doo: Rejtélyek nyomában (eredeti cím: Scooby-Doo! Mystery Incorporated) a Warner Bros. által létrehozott tizenegyedik sorozata, spin-off változata a Hanna-Barbera készítette Scooby-Doo, merre vagy? sorozatnak, melyet eredetileg a Cartoon Network brit változata mutatott be 2010 áprilisában az első, 26 epizódos évaddal, majd a sorozat két évad után, 2013. április 5-én ért véget. Magyarországon 2011. augusztus 29-én került bemutatásra a Cartoon Network magyar változatán, majd 2013. május 25-én fog véget érni. Ez a sorozat nem egy vonásában tér el a Scooby-Doo eddigi sorozataiban és filmjeiben felállított alapoktól, megváltoztatva az alapszereplők családi hátterét és új szülővárost adva nekik.
A Rejtélyek nyomában visszatér a Rejtély Rt. gyökereihez, amikor még rejtélyeket oldanak meg szülővárosukban, ami a sorozat szerint Crystal Cove, az eddigi Menőfalva helyett. Itt felbukkan a csapat múltjából, a Scooby-Doo, merre vagy?-ból ismert szörnyek és szellemek múzeuma is. Minden epizódban a sorozat az eredeti Scooby-Doo formához is megpróbál visszanyúlni, azt más környezetbe helyezve, (csak úgy, mint a Scooby-Doo, a kölyökkutya és a Bozont és Scooby-Doo epizódjaiban) így visszatérő motívum a Scooby Snack, a kotnyeles kölykök beszólás és általában az álruhába bújt szellemek, szörnyek, akik valójában bűnözők, ami az epizód végére kiderül. Ezek mellett a sorozat két olyan újítást hozott be az eddigiekhez képest, mely még egyikben sem fordult elő: egy sorozatformátumot, mely során a cliffhanger elemét viszi végig a sorozaton epizódról epizódra, egy sötétebb, komolyabb tónussal, és egy folyamatosan futó szálat, mely a szereplők közti drámai elemekkel megtűzdelt kapcsolatát boncolgatja. A széria folyamán régebbi Hanna–Barbera-szereplők is felbukkannak, mint például Jabberjaw, a Kék Sólyom, Robokuty, a Kicsi Kocsi vagy Barlangi kapitány.
A korábbi három Scooby-feldolgozástól eltérően a felállás újra az eredeti, a szereplők arculata pedig visszatér az 1969-es eredeti ruházatukhoz, kisebb változásokkal (pl. Vilma hajába masni kerül). Ezenkívül ez az első sorozat, amelyben Matthew Lillard szinkronizálja Bozont Rogerst, miután az eredeti színészt, Casey Kasemet nyugdíjazták 2009-ben, a 2002-es visszatérése után. A szerepre rengeteg jelentkező volt, többek között régebbi hangok a 90-es évekből, Scott Innes és Billy West is. A magyar változatban a szereplők hangja nem változott, Scooby szerepét Melis Gábor (nem az eredeti, de ő szinkronizálta a szereplőt a Scooby-Doo újabb kalandjai és Scooby-Doo, a kölyökkutya sorozatokban is), Fred szerepét pedig az eredeti Bódy Gergely kapta (élőszereplős filmekben és a 2010 utáni egész estés DVD-filmekben a szerepét Markovics Tamás kapta).

## Cselekmény
Az eredeti Rejtély Rt. tagjai (ebben a szinkronban: Rejtélyfejtő Szakkör) - Bozont Rogers, ifj. Fred Jones, Diána Blake, Vilma Dinkley és Scooby-Doo - rejtélyeket fejtenek meg Crystal Cove városában, ami természetfeletti szörnyeiről, szellemeiről és fantomjairól híres, bevételének húzóága a turizmus, köszönhetően a városban időről időre megjelenő lényeknek.

### Első évad
Az évad elején a csapat epizódról epizódra találkozik rejtélyeik végén a rejtélyes Mr. E (ejtsd: miszter í, angol szójáték a mystery, rejtély szóra) üzeneteivel, aki kettős hangnemben kommunikál a bandával. Egyszerre biztatja őket és szól fenyegetőző hangnemben. Az évadban később kiderül, hogy Mr. E egy korábbi rejtélyfejtő szakkör tagja volt, amely húsz évvel ezelőtt futott hasonlóan, mint a jelenlegi. A csapatot Mr. E információi szerint a planiszférikus lemez választotta szét, mely elvezetett a Crystal Cove-ba, az évszázadokkal ezelőtt érkező konkvisztádorok kincséhez. A kincs a városban van elrejtve, amit ők sem találtak meg soha. A planiszférikus lemez darabjait - összesen hatot - különböző helyeken rejtettek el, melyeket a banda keresni kezd. Miután az egyiket megtalálják a helyi egyetem falai közt, Fred úgy dönt, Bozontra és Scoobyra bízza, rejtsék el. Eközben a régi Rejtély Rt. kabalaállata, Periklész Professzor kiszabadul a börtönből, és a lemezek nyomába ered. Eközben Fred eljegyzi Diánát az évad közepén, és Vilma rájön, hogy egyik legjobb ismerősük a városban, a rádiós, Angel Dynamite is tagja volt az eredeti rejtélyfejtő szakkörnek, valamint az igazi neve Cassidy Williams, de nem mondja el a többieknek.
Az évadzáró részben a Rejtély Rt. megpróbálja megtalálni a kincset ott, ahol annak védelmező szelleme, A Rém kísért, miután Periklész megszerzi Bozonttól és Scoobytól a planiszférikus lemez náluk lévő darabját. A kincs megtalálása ugyan mind Periklész, mind a banda számára sikertelenül zárul, de A Rémet sikerül elkapniuk és kiderül, hogy A Rém a polgármester, akiről Fred azt hitte, hogy az apja, pedig valójában nem az. Miután elmondja, hogy évekkel ezelőtt szerzett tudomást a kincsről, és Periklésszel szövetkezve megszabadultak a régi Rejtély Rt-től, arra is fény derül, hogy Fred vér szerinti apja valójában a régi Rejtély Rt. tagja, Brad Chiles, édesanyja pedig Judie Reeves, aki szintén tagja volt annak. Fredet elvette tőlük, miután vissza akartak térni Crystal Coveba. A polgármester elárulta Periklészt is, a kincs megszerzésének érdekében, majd bevallja, nála is van egy darab a planiszférikus lemezből, de nem találja meg és letartóztatják. Vilma felfedi Angel titkait. Fred elmenekül a városból, felbontja eljegyzését Diánával, Bozontot pedig szülei katonai akadémiába küldik. Az évad zárójelenetében Scooby és Periklész Bozont szüleinek kocsijában találkoznak, és Scooby tudomást szerez arról, hogy Periklész ellopta a polgármestertől azt a darabot, amely nála volt, így jelenleg két darab is birtokában áll.

### Második évad
Scooby mindent megtesz, hogy újra összehozza a rejtélyfejtő szakkört, ami sikerül is neki egy idő után, igaz, Diána látni sem akarja Fredet, míg Fred mindent megtesz, hogy a kegyeibe férkőzzön. Az évad elején a planiszférikus lemez darabjainak gyűjtése jól megy, három darabot is sikerül összegyűjteniük. Később Brad Chiles és Judie Reeves visszatérnek Crystal Coveba a fiukhoz, és megpróbálnak szerető szülőkként viselkedni, amíg Mr. E és Periklész nem kérik őket meg, hogy próbálják ellopni a lemezdarabokat fiuktól. A második évad tizenegyedik részében (Az Éjfekete Zóna) Cassidyt elnyeli az óceán, feltehetően megfullad, Periklész pedig megszerzi az utolsó darabot. A második évad tizenharmadik részében (Reszkessetek a krampusztól!) a csapat kijátssza a régi rejtélyfejtő szakkört és megszerzi a lemez összes darabját, Fred pedig miután rájön, hogy szülei kihasználták, közli velük, hogy nem megy többé haza és szülei kutyáját, Novát is megszökteti tőlük a banda, aki Scoobynak megtetszett. Ezek után Diána úgy dönt, családja egyik vendégszobájában szállásolja el Fredet és Novát, szülei tudtán kívül. Vilma koordinátákat olvas le a planiszférikus lemezről, melyek egy üres sírhoz vezetnek. Időközben a csapat megtudja Friar Serra barát szellemétől Crystal Cove igazi múltját: Serra barát, három társa és szamara, Porto érkeztek Crystal Cove-ba, ahol egy konkvisztádor veszélyre figyelmeztette őket, majd elmenekült, és a planiszférikus lemez három darabját hagyta maga után. Serra barát és csapata számára ekkor szenvedélyévé vált a darabok felkutatása: állítása szerint a gonosz manipulálta Portót, aki felrobbantotta az akkori Crystal Cove-ot, mely az óceánba veszett. Serráék a robbanás előtt Gatorsburgba üldözték a szamarat. A szellem azt is megjósolja, hogy Scooby el fog pusztulni. Vilma azt is kideríti, hogy a lemez a Nibirura figyelmeztet, mely elmondása szerint a világvége, mikor a Föld összeütközik egy égitesttel. Később Novát baleset éri és kórházba kerül, a planiszférikus lemez pedig újabb koordinátákat ad meg. Ezalatt Scooby meglátogatja a kórházban Novát, akinek hirtelen eltűnnek életjelei, mikor hirtelen felébred és mintha egy szellem gazdateste lenne, figyelmezteti Scoobyt a Nibirura ("Nibiru, Nibiru is coming!/Nibiru, jön a Nibiru!") és ezután újra eszméletét veszti. (Zombik tánca) Ricky (Mr. E) észreveszi, hogy Periklész Professzor egyre megszállottabban igyekszik a kincs nyomába eredni, és megpróbál cselekedni, de Periklész Brad és Judy segítségével megállítja. Scooby álmában eközben megjelenik a Nova testébe bújt úgynevezett annunaki, egy űrlény, mely azt állítja, fajtája a Nibiru idején jár át a Földre és vannak köztük rosszakaróak is. Scooby felébred, és elmeséli álmát barátainak. Később Periklész zsarolással megszerzi Fredtől a periszférikus lemezt, majd kiderül, hogy a Crystal Cove alatt rejtőző gonosz szellem hozta a Rejtélyfejtő Szakköröket össze, és ő is irányítja őket, hogy kiszabadítsák azt sírjából, valamint Scooby álmában újra megjelenik Nova testében az annunaki, és elmondja, hogy ahhoz, hogy megóvják a világot, meg kell szerezniük a jaguár szívét.
Az utolsó három epizódban a Nibiru időpontja egyre közelebb kerül, Periklész erőszakkal irányítja Rickyt, akinek már nem tetszik a dolog - észreveszi, hogy Brad, Judy és Periklész teljesen az átok hatalmába kerül és már a legnagyobb őrültségre is képesek lennének, hogy megszerezzék a kincset és kiszabadítsák a gonoszt. Az új Rejtélyfejtő Szakkör megszerzi a jaguár szívét, majd mikor visszatérnek Crystal Cove-ba, az teljesen elhagyatott. Crystal Cove polgárait addigra elfogja Periklész és csapata, és arra kényszeríti robotjaival, hogy ássanak le a kincs mélységébe. Scoobyék fellázítják a tömeget beolvadva a robotok közé, de Periklésznek sikerül eljutnia a kincshez vezető kapuig. A lázadás szervezése közben Fred feláldozza a Csodajárgányt is, majd az eredeti Rejtőfejtő Szakkör után mennek a kincs felé vezető úton. (Lázadás)
Scoobyék előnyt szereznek Periklész csapatával szemben, és rájönnek, hogy periszférikus lemez által megadott koordináták helyén megtalált nyomok a kincshez vető kapukat nyitják, melyek dimenziókon vezetnek keresztül. Egy kaput egy nyom nyit, és a négy kapu mindegyike egy-egy elemet jelképez, így mindegyik kapu mögött egy-egy elem által uralt dimenzió rejlik. A kapukon sikerül átmenniük, és eljutnak egészen a kincsig, ahol meg készülnek semmisíteni a gonosz szellem sírját, mely kiszabadulására vár a jaguár szívével, mikor Periklész utoléri őket és kiszabadítja a szellemet. (Ajtók előtt)
Mikor a gonosz szellem kiszabadul, Periklész azt kéri tőle, az ő testét vegye fel, hogy megszerezze erejét, de a szellem ahelyett, hogy ráruházná erejét, felveszi Periklész testét és megöli őt. A szellem energiaéhes, elemészti Bradet és Judyt, akik felajánlják szolgálataikat. Ricky megpróbál segíteni Scoobyéknak, amiért ő is az életével fizet. Ezek után a szellem kihasználja a Nibirut és nyomorba dönti Crystal Cove-ot: valamennyi lakóját Scoobyékon kívül megöli és elemészti. Scooby megpróbálja elpusztítani a gonoszt a jaguár szívével, de az nem működik. Később Scooby rájön, hogy az erő, amely megvédi őt és barátait a szellem elemésztésétől, az összetartásuk és barátságuk. Ezt használva Scooby, Fred, Diána, Vilma és Bozont elvágják a szellem sírjából vezető részét, mely egyfajta átjáró a két dimenzió között számára. Ahogy ez sikerül, a szellem, az átok és az az idősík, melyben az létezett végleg megsemmisül. (Játszd újra, Scooby!)

#### A Nibiru után
Mivel az előző idősík elpusztult, új idősíkra, idővonalra kerül a Rejtélyfejtő Szakkör, melyben az átok sohasem létezett, így azok a dolgok sem történtek meg, amik az átok miatt - így:
- A másik idősíkban a szellem által elemésztett emberek élnek.
- Crystal Cove várostábláján nem A világ leginkább kísértetjárta helye felirat kap helyet, hanem A világ legboldogabb helye
- Azok a rejtélyek, melyeket Scoobyék eddig megoldottak, sohasem léteztek, így azok az emberek sem öltöztek be szellemeknek, akiket elkaptak a másik idősíkban.
- Bozont többszörös szakácsverseny nyertes, szülei büszkék rá.
- Vilma és Hot Dog Water/Főzővíz/Marcy együtt tanulnak és remek tanulmányi eredményeket értek el.
- Az eredeti Rejtélyfejtő Szakkör sohasem jött létre.
- Brad és Judy sosem akartak ártani fiuknak, sosem foglalkoztak csapdákkal, boldogan élik az életüket, mint szülészorvosok és Fred is velük él.
- Fred, Ethan és Carl jó barátok.
- A Csodajárgány még megvan, de nincs kifestve, illetve nem Csodajárgány a neve.
- Diánára büszkék a szülei, testvérei nem értek el semmit.
- Fred és Diána eljegyzését Diána szülei jól kezelik.
- Ricky Owens sosem volt Mr. E.
- A Destroido, Ricky cége soha nem létezett, Ricky cége most a Creationex, mely teljesen környezetbarát.
- Ricky fitt maradt, boldog, mosolygós ember.
- Cassidy Williams/Angel Dynamite nem halt meg.
- Ricky és Cassidy összeházasodtak.
- Periklész Professzor él, és nincs sebhely az arcán.
- Periklész egy boldog madárka, aki még mindig együtt van Rickyvel és a Creationex reklámarca.
- Danny Darrow él.
- A Darrow birtok helyén történelmi múzeum áll.
- Idősebb Fred Jones sosem volt Fred nevelőapja, sem polgármester, egy fociedző a Darrow Egyetemen.
- Bronson Stone Sherrif és Janet Nettles összeházasodtak és négy gyermekük van.
- Nova annunaki maradt.
- Crystal Cove valószínűleg magasabb szinten áll, mert Portónak nem volt oka felrobbantani a régi misszionárius városkát.

Miután a banda kideríti, hogy valóban egy új idővonalra kerültek, majd egy másik Mr. E kérésére, meghívták őket egy rejtélyekkel teli egyetemre, s elindultak az újonnan kifestett Csodajárgánnyal. A sorozat zárójelenetében a csapat elhajt a naplementébe a járgánnyal, Scooby azt mondja, hogy Scooby-Dooby-Doo! majd műnevetés hallatszik, mely az eredeti Scooby-Doo, merre vagy? sorozatban volt hallható, amely utalás arra, hogy az abban látható rejtélyek csak most kezdődnek el.

## Epizódok
A sorozat első évadját két részletben adták le Amerikában, az első tizenhármat egyhuzamban, 2010 áprilisában, majd a következő tizenkettőt kis szünet után, 2011 májusától júliusig adta le a Cartoon Network. Ezek után, Magyarországon a Cartoon Network (Közép- és Kelet-Európa) csatornán magyar szinkronnal, 2011. augusztus 29-én kezdte el sugározni a sorozat első évadját hétköznaponként, mely így októberre fejeződött be és ezután hazánkban is csak ismételtek. A szünet közben, 2012. május 30-án letölthetővé vált online a második évad első része, és június 2-től az Egyesült Királyságban adták le először a második évad első öt epizódját a televízióban a helyi Boomerang csatornán. Július 30-án a Cartoon Network az Egyesült Államokban elkezdte sugározni a második évadot az első résztől egészen augusztus 17-ig, amikor a második évad 15. epizódja premierelt. Mivel a második évad is huszonhat részre készült el, még tizenegy epizód nem került leadásra. Az Egyesült Királyságban a második évadot a 15. epizódig szeptembertől 2013 januárjáig adták, majd szünetre ment. Magyarországon a Rejtélyek nyomában második évada 2012 szeptemberében premierelt új részekkel hétköznaponként, így két és fél hétig futott új részekkel, mivel a Cartoon Network hazánkban a második évad tizenharmadik részéig sugározta azt csak. Az Egyesült Államokban került legelőször leadásra a második évad tizenegy utolsó része, 2013. március 25-től minden hétköznap az ottani Cartoon Network csatornán az utolsó, huszonhatodikig, így a sorozat 2013. április 5-én befejeződött. Magyarországon a második évad tizennegyedik részétől egészen a második évad utolsó részéig 2013. május 6-ától 2013. május 22.-ig kerültek leadásra.
Minden epizód fejezetként van számon tartva a részek elején. Meg lett erősítve, hogy a sorozatból összesen 52 epizód, 2 évad készült, ezzel a legtöbb epizóddal rendelkező Scooby-Doo-feldolgozás.

## Nemzetközi elismertség
A 2001-ben elindított Mizújs, Scooby-Doo? (What's New, Scooby-Doo?) projekt volt a Warner Bros. egyik legnagyobb rajzfilmes sikere. A 2006-ban feltüntetett Bozont és Scooby-Doo (Shaggy & Scooby-Doo: Get a Clue!) viszont éppen ellenkezőleg az eddigi nagy bukások köze lett sorolva világszerte. Magyarországon a sorozat második évadját nem is rendelték meg a kritikusan alacsony nézettség miatt.
A Cartoon Network 2009-ben új évadot rendelt a Scooby-Doo-ból. A készítők igyekeztek a mai rajzfilmekhez alkalmazkodva megteremteni egy mai gyerekek és kamaszok számára nézhető sorozatot, így úgy gondolták, a nagyobb izgalmak kedvéért érzelmi és szerelmi szálakat is visznek a történetbe, valamint akciódúsabb is lesz. A Rejtély Rt-re nagyobb és házikedvencükre kisebb nyomatékot fektető sorozat Scooby-Doo! Mystery Incorporated lett (annyit tesz: Scooby-Doo! Rejtély Részvénytársaság), mely az eddigi bukásokat elfeledtette: az amerikai nézettség igencsak nagy lett, hiszen a történet részről részre folytatódott, így senki nem hagyhatott ki egyetlen részt sem. A 2010-es év leggyorsabban elterjedt Cartoon Network-ös sorozata lett nemzetközileg. A legtöbb országban már megjelent a sorozat és mindenhol nagy sikereket aratott.
A magyar és román Cartoon Network a sorozat tiszteletére augusztusban a weblapját megváltoztatta az oldal Scooby-Doo-s változatára a premier alkalmából.

## Epizódhű online játék
Az amerikai Cartoon Network weboldalon (CartoonNetwork.com) 2010-ben jelent meg egy online játék, melybe minden új epizóddal új megoldásra váró rejtélyek is várják a játékosokat. Scooby-val és Bozonttal játszhatnak a résztvevők és a hétről hétre megjelenő új epizódokkal új minirejtélyeket érhetnek el. A játékban nyomozni, nyomokat gyűjteni és harcolni kell. A játékosok elmenthetik játékukat és minden nap onnan folytathatják a rejtélyek megoldását, ahol abbahagyták.
A játék a harmadik ilyen stílusú játék a CartoonNetwork.Com oldalán a "Foster's Big Fat Awesome House Party" (Fosterék Nagy Klassz Óriásbulija, 2006-2009) és a "Total Drama Action: Best Game Ever" (Totál Dráma Akció: A világ legjobb játéka, 2009-2010) után, amely jelenleg is aktuális.

## Magyar változat
A szinkront a Turner Broadcasting System megbízásából, a Digital Media Services készítette.
- Magyar szöveg: Vincze Miklós
- Hangmérnök: Tóth Imre
- Vágó:  Győrösi Gabriella
- Gyártásvezető: Derzsi-Kovács Éva
- Szinkronrendező: Árvay Zsuzsa
- Felolvasó: Bozai József

### Magyar hangok
- Agócs Judit – Obliteratrix
- Albert Gábor – Rick Yantz
- Baráth István – Jason Wyatt
- Bácskai János – Grady Gather, Síró Bohóc
- Beratin Gábor – Funky Fantom
- Bessenyei Emma – Stone seriff anyja
- Bogdán Gergő – Tub
- Bogdányi Titanilla – Dusk, Hot Dog Water
- Bolla Róbert – Skipper Shelton, Crystal Cove réme
- Bor László – Dead Justice
- Borbély Sándor – Ed Machine, Bartholomew "Barty" Blake (2. hang)
- Bódy Gergely – Fred Jones
- Bókai Mária – Holdfény nagyi
- Csere Ágnes – Sheila Altoonian
- Csuha Bori – Trini Lee
- Elek Ferenc – Horatio Kharon
- Élő Balázs – Fred Jones polgármester
- Farkasinszky Edit – Nan Blake
- Fekete Zoltán – Bozont Rogers
- Forgács Gábor – George Avocados
- Gaál Péter – Boo, Funky Fantom szellem macskája
- Galbenisz Tomasz – Vincent Van Ghoul, Mineor testvérek
- Garamszegi Gábor – Gonosz Entitás
- Götz Anna – Quinlan igazgatónő
- Gulás Fanni – Mai Le
- Hámori Eszter – Diána Blake
- Hirling Judit – Angie Dinkley
- Imre István – Ricky Owens / Mr E., Chen
- Janovics Sándor – Rang Leatherton
- Kapácsy Miklós – Frafaro professzor, Argus Fentonpoof
- Kassai Károly – Mr. Wang
- Kossuth Gábor – Piranhakecske
- Madarász Éva – Vilma Dinkle
- Melis Gábor – Scooby-Doo
- Molnár Ilona – Thorn (1. évad), Janet Nettles polgármester, Alice May (2. hang)
- Moser Károly – Vincent Van Ghoul, Odnarb
- Némedi Mari – Amanda Littlefoot
- Németh Gábor – H.P. Hatecraft, Brad Chiles, Gill Littlefoot
- Orosz István – Bronson Stone seriff
- Pál Tamás – Dughal McGillis, Ernesto
- Pálfai Péter – Jabberjaw
- Pekár Adrienn – Nova
- Pipó László – Franklin Fruitmeier, Günther Gather aligátorember-jelmezben
- Pupos Tímea – Judy Reeves
- Renácz Zoltán – Ricky Owens
- Rosta Sándor – Pericles Professzor, Bartholomew "Barty" Blake (3. hang)
- Sági Tímea – Cassidy Williams / Angel Dynamite
- Seder Gábor – Günther Gather
- Szabó Zselyke – Luna
- Szatmári Attila – egyik focista
- Szentesi Dorottya – Thorn (2. évad)
- Szokol Péter – Ómen kapitány
- Szórádi Erika – Sötét Lilith
- Szűcs Sándor – Szélvész Buggy
- Szvetlov Balázs – Tom
- Talmács Márta – Mary Anne Gleardan, szerencsétlen utazó Gatersburg-ban
- Turi Bálint – Deputy Bucky
- Ullmann Zsuzsa – Eeko
- Vadász Bea – Alice May (1. hang)
- Vári Attila – Bartholomew "Barty" Blake (1. és 5. hang)
- Végh Ferenc – Bartholomew "Barty" Blake (4. hang)
- Versényi László – Danny Darrow

További magyar hangok: Bodrogi Attila, Faragó András, Horváth Illés, Joó Gábor, Solecki Janka

## Utalások régebbi sorozatokra
- A Crystal Cove Szellemmúzeumban található rémségek, szörnyek nagy része a Scooby-Doo, merre vagy?-ban szerepeltek.
- Scooby és Bozont kedvenc színésze, Vincent Van Ghoul, aki az első évad egy epizódjában élőben is találkozik velük, máskor az ő horrorfilmjeit nézik, folyamatos főszereplő a Scooby-Doo és a 13 szellem c. sorozatban.
- A sorozatban szó esik Flim Flamről is pár mondat erejéig, szobra ki is van állítva a Crystal Cove Szellemmúzeumban, aki folyamatos szereplő volt a Scooby-Doo és a 13 szellemben.
- Ugyancsak szó esik, sőt szobor is készült ugyanitt Scrappy-Dooról, aki több sorozatban is szerepelt már az idők során, legelső szereplése rajzfilmben a Scooby-Doo és Scrappy-Dooban történt, a legutolsó pedig a Scooby-Doo és a vonakodó farkasemberben.
- Az első évad 14. része (A rejtélyfejtő bajnokság döntője) az eredeti Scooby-Doo, merre vagy? sorozat grafikájában és hangulatvilágában készült, felbukkan benne a Kicsi Kocsi, a Funky Fantom, a Barlangi kapitány és a tiniangyalok és a Jabberjaw több szereplője is.
- A sorozatban ugyanazt a zenét használják, mint a Scooby-Doo és a fantoszaurusz rejtélye c. egész estés, DVD-kiadásra készült rajzfilmben.
- Az A démon lelke című epizódban vendégszereplőként megjelenik Dynomutt (más néven Robokuty) és Blue Falcon (más néven Kék Sólyom) is.